# Julienne (Charente)
Julienne település Franciaországban, Charente megyében. Lakosainak száma 540 fő (2022. január 1.). Julienne Bourg-Charente, Chassors, Jarnac, Nercillac és Saint-Brice községekkel határos.

## Népesség
A település népességének változása:
| Lakosok száma | 280  | 296  | 381  | 428  | 500  | 513  | 508  | 511  | 516  | 540  |
|               | 1968 | 1982 | 1990 | 2006 | 2013 | 2015 | 2017 | 2019 | 2020 | 2022 |